# В'ю
В'ю (Вожгалянка; рос. Вью, Вожгалянка) — річка в Удмуртії (Красногорський район, Селтинський район), Росія, ліва притока Турне.
Річка починається під назвою Вожгалянка за 3 км на південний захід від присілку Коровкинці Красногорського району. Протікає спочатку на південний захід, з невеликими ділянками на захід. Нижня течія спрямована на південь та південний захід. Впадає до Турне на південній околиці села Валамаз.
Русло вузьке, долина широка. Береги повністю заліснені, місцями заболочені. Річка приймає багато дрібних приток. В басейні ведуться торфорозробки.
Над річкою розташоване лише присілок Барани, де збудовано автомобільний міст. Окрім цього русло тричі перетинає вузькоколійна залізниця.